# Rachel Platten
Rachel Ashley Platten (sinh ngày 20 tháng 5 năm 1981) là nữ ca sĩ kiêm sáng tác nhạc Người Mỹ. Album phòng thu thứ ba của cô, Wildfire, đạt vị thứ hạng thứ năm tại Mỹ và lọt vào top mười đĩa đơn với hai ca khúc "Fight Song" và "Stand by You". "Fight Song" giữ vị trí số sáu trên Bảng xếp hạng Billboard Hot 100 và giữ vị trí thứ nhất trên Bảng xếp hạng UK Singles Chart. "Stand by You" cho đến thời điểm này giữ vị trí thứ mười bảy trên Bảng xếp hạng Billboard Hot 100 và đang trở thành đĩa đơn thứ hai lọt vào top 40 của cô.